# Арсо Цветков
Арсо Цветков (изписване до 1945 година: Арсо Цвѣтковъ) е български революционер, деец на Вътрешната македоно-одринска революционна организация.

## Биография
Арсо Цветков е роден през 1879 или 1880 година в кичевското село Козица, тогава в Османската империя. Заминава за София, където до 1898 година учи в Първа мъжка гимназия. По-късно се мести в Солун и в 1901 година завършва с шестнадесетия випуск Солунската българска мъжка гимназия. След това е назначен за учител в Кичево и същевременно развива революционна дейност. Още през 1901 година минава в нелегалност в четата на Методи Патчев. Загива заедно с цялата чета в сражението при Кадино село на 25 март 1902 година.